# Cyrtophora nareshi
Cyrtophora nareshi är en spindelart som beskrevs av Biswas och Dinendra Raychaudhuri 2004. Cyrtophora nareshi ingår i släktet Cyrtophora och familjen hjulspindlar.
Artens utbredningsområde är Bangladesh. Inga underarter finns listade i Catalogue of Life.